# Tournoi de l'Exposition Coloniale 1931

## Partecipanti
| Nazione                   | Squadra                             | Titolo                                                                 |
| ------------------------- | ----------------------------------- | ---------------------------------------------------------------------- |
| Austria (bandiera)        | First Vienna                        | Campione d'Austria 1930-31                                             |
| Belgio (bandiera)         | FC Antwerp                          | Campione del Belgio 1930-31                                            |
| Cecoslovacchia (bandiera) | Slavia Praha                        | Campione di Cecoslovacchia 1930-31                                     |
| Francia (bandiera)        | Club Français Racing Club de France | Vincitrice Coppa di Francia 1930-31 Finalista Coppa di Francia 1929-30 |
| Spagna (bandiera)         | Real Santander                      | Vicecampione di Spagna 1930-31                                         |
| Svizzera (bandiera)       | Urania Genève                       | 2º campionato di Svizzera 1930-31                                      |
| Inghilterra (bandiera)    | Wolverhampton Wanderes              | 4º campionato Second Division 1930-31                                  |

## Torneo

### Quarti di finale
| Squadra 1      | Risultato | Squadra 2              |
| -------------- | --------- | ---------------------- |
| Slavia Praha   | 4 - 1     | Club Français          |
| Urania Genève  | 3 - 0     | Racing Club de France  |
| Real Santander | 3 - 1     | Wolverhampton Wanderes |
| First Vienna   | 7 - 1     | FC Antwerp             |

### Semifinali
| Squadra 1     | Risultato | Squadra 2      |
| ------------- | --------- | -------------- |
| Urania Genève | 2 - 1     | First Vienna   |
| Slavia Praha  | 5 - 1     | Real Santander |

### Finale 3º- 4º posto
| Squadra 1    | Risultato | Squadra 2              |
| ------------ | --------- | ---------------------- |
| First Vienna | 4 - 2     | Wolverhampton Wanderes |

### Finale
| Squadra 1     | Risultato | Squadra 2    |
| ------------- | --------- | ------------ |
| Urania Genève | 2 - 1     | Slavia Praha |